# 大青
大青（学名：Clerodendrum cyrtophyllum），英文名Mayflower gloryberry。

## 形态
落叶灌木，卵形或椭圆形叶片对生，全缘，先端尖；夏季开白色花，伞房状圆锥花序顶生，雄蕊和雌蕊均伸出花冠管外；倒卵形或球形浆果；熟时为蓝紫色，具有宿萼。

## 分布
分布于马来西亚、朝鲜、越南以及中国大陆的西南、华东、中南等地，生长于海拔130米至1,700米的地区，常生长在山地林下、平原、丘陵和溪谷旁，目前尚未由人工引种栽培。

## 用途
大青葉可提解靛藍，作為染料，嫩叶可以作为蔬菜食用。 大青的花期是每年的六到八月，这时可以当做蜜源植物。大青在中医里还可以入藥：根苦寒，清熱解毒，袪風除濕，可治頭痛、傷寒、腳氣病、黃疸及腦炎、腸炎、痢疾、淋症等；另外大青的枝幹及根的切片還能解熱、止渴、涼血止血。

## 别名
路边青（湖南、广东、广西、云南） 土地骨皮（浙江、福建） 山靛青（江苏、浙江） 鸭公青（江西、广东） 臭冲柴（湖南、江西） 青心草（浙江） 淡婆婆（湖南） 山尾花（福建） 山漆（台湾） 牛耳青（江苏） 野靛青（浙江） 臭叶树（湖南） 猪屎青（广东） 鸡屎青（广西）

## 异名
- Clerodendrum cyrtophyllum Turcz. var. kwangsiense S. L. Chen et T. D. Zhuang